# Soesterkwartier
Het Soesterkwartier is een wijk aan de westzijde van de stad Amersfoort, in de Nederlandse provincie Utrecht. 

## Geschiedenis
Tot ongeveer 1850 behoorde de wijk tot het buitengebied van Amersfoort, en was het tussen de stad Amersfoort en de buurgemeente Soest gelegen.
Door de komst van twee spoorlijnen ontstond er een afgeschermd gebied, dat aanvankelijk de naam Spoorwijk kreeg. In de wijk die ontstond vonden veel gezinnen werk bij het spoor, door het grote spoorwegemplacement en de wagenwerkplaats. Er werden huizen gebouwd voor de arbeiders bij het spoor. Deze huizen lagen voornamelijk aan de zuidzijde van de wijk. In de jaren 30 werden aan de noordzijde van de wijk huizen voor spoormedewerkers met hogere functies gebouwd: de Rivierenbuurt. Deze huizen zijn tegenwoordig populair bij hoger opgeleiden.

## De wijk tegenwoordig

### Voorzieningen
In de wijk zijn meerdere winkels gevestigd, waaronder ook supermarkten. Verder staan er meerdere kerken en scholen, en is de Evangelische Hogeschool er gevestigd. Daarnaast ligt er een dahliatuin in de wijk, ter grootte van een voetbalveld. Ook staat er een groot verzorgingstehuis, de Puntenburg. Het is genoemd naar het landhuis Puntenburg van de dichter Pieter Pijpers, dat ongeveer op dezelfde plaats gestaan heeft.

### Ligging en kenmerken
De wijk wordt in de lengte in tweeën gesplitst door de Noordewierweg. Aan deze straat is tevens het grootste winkelgebied van de wijk gevestigd.
De Noordewierweg heette tot in de jaren 1950 de "Oude Soesterweg". Aangezien er al een Soesterweg in de wijk was, heeft de gemeente de Oude Soesterweg omgedoopt tot Noordewierweg, genoemd naar de oud waarnemend burgemeester Berent Noordewier (1941-1942).
Aan de noordzijde van de Noordewierweg is het wat meer welgestelde gedeelte van de wijk te vinden.
Aan de zuidzijde van deze weg heeft de wijk meer een volksbuurtkarakter. De laatste jaren vestigen zich steeds meer tweeverdieners en jonge gezinnen in het Soesterkwartier. De toename van deze nieuwe wijkbewoners is het grootst in de Rivierenbuurt, het noordoostelijke gedeelte van de wijk dat grotendeels uit koopwoningen bestaat.
Naast de Noordewierweg kent de wijk nog een straat die de hele wijk doorkruist en zelfs nog langer is dan de Noordewierweg: de Soesterweg. Deze loopt van een plek iets oostelijk van de noordelijke ingang van station Amersfoort Centraal naar de noordwestpunt van de lange Barchman Wuytierslaan en eindigt vlak voor de gemeentegrens van Amersfoort. De Soesterweg ligt aan de zuidzijde van de wijk en wordt op twee plaatsen slechts door twee buurten gescheiden met het spoorwegemplacement. De Soesterweg is door zijn ligging aan de zuidzijde van de wijk qua verkeersdrukte een stuk rustiger dan de Noordewierweg.
De straten in de wijk zijn genoemd naar diverse rivieren, bloemen, planten, de Nederlandse provincies, bomen en Nederlandse kunstschilders. Op grond daarvan worden een aantal buurten onderscheiden, zoals de Rivierenbuurt, Bloemenbuurt en Bomenbuurt.
In de wijk wonen ruim 10.000 mensen, verdeeld over 4500 woningen. De meeste inwoners bevinden zich in de leeftijdsgroep tussen de 20 en 65 jaar. Het opleidingsniveau is in de wijk als volgt verdeeld: laag opgeleid 29%, middelbaar opgeleid 32% en hoger opgeleid 39% (bron: gemeente Amersfoort, 2015). De postcode van de wijk is 3812. Van de ruim 4500 woningen in de wijk is 43,3% corporatie huur, 12,7% particuliere huur en 43,9% zijn koopwoningen (bron: gemeente Amersfoort, 2015).
Na de wijken Vathorst-Hooglanderveen (1.365), de binnenstad (862) en het Bergkwartier (707) is het Soesterkwartier (707) in 2016 in trek bij nieuwe inwoners die zich in Amersfoort vestigen. De meeste nieuwe inwoners zijn afkomstig uit Utrecht en Amsterdam (bron: gemeente Amersfoort, 2016).

## Bekende (oud-)inwoners
- Pieter Pijpers (1749-1805), dichter-toneelschrijver
- Diggy Dex (Koen Jansen) (1980), rapper, zanger en liedjesschrijver